# Dysphania palmyraria
Dysphania palmyraria är en fjärilsart som beskrevs av Achille Guenée 1858. Dysphania palmyraria ingår i släktet Dysphania och familjen mätare. Inga underarter finns listade i Catalogue of Life.